# Minicze (obwód grodzieński)
Minicze (biał. Мінічы, Miniczy; ros. Миничи, Miniczi) – wieś na Białorusi, w obwodzie grodzieńskim, w rejonie świsłockim, w sielsowiecie Chaniewicze, nad Zelwianką i przy drodze republikańskiej R98.
W pobliżu wsi przebiega granica Parku Narodowego „Puszcza Białowieska”.

## Historia
W XIX i w początkach XX w. wieś i chutor położone w Rosji, w guberni grodzieńskiej, w powiecie wołkowyskim, w gminie Hornostajewicze.
W dwudziestoleciu międzywojennym wieś i folwark leżące w Polsce, w województwie białostockim, w powiecie wołkowyskim, w gminie Porozów. W 1921 wieś liczyła 44 mieszkańców, zamieszkałych w 24 budynkach. Folwark liczył zaś 8 mieszkańców, zamieszkałych w 2 budynkach. Obie miejscowości zamieszkiwali wyłącznie Białorusini wyznania prawosławnego.
Po II wojnie światowej w granicach Związku Sowieckiego. Od 1991 w niepodległej Białorusi.